# Conseil tribal de la Nation algonquine Anishinabeg
Le Conseil tribal de la nation algonquine Anishinabeg, dont le nom officiel est Algonquin Anishinabeg Nation Tribal Council, est un conseil tribal rassemblant partie des bandes indiennes de la Première Nation des Algonquins au Nitakinan (Québec) au Canada. 
Elle comprend les six bandes nomades occupant le territoire situé dans les régions de l'Abitibi-Témiscamingue, de l'Outaouais et des  Laurentides (Nitakinan). Le siège du conseil tribal est situé à Maniwaki.

## Liste des bandes
Sept bandes indiennes font partie du Conseil tribal de la nation algonquine Anishinabeg.
| Numéro | Nom officiel de la bande                   | Siège                                        |
| ------ | ------------------------------------------ | -------------------------------------------- |
| 70     | Première Nation de Wahgoshig               | District de Cochrane (Nord-Est de l'Ontario) |
| 62     | Communauté anicinape de Kitcisakik         | Val-d'Or (Abitibi-Témiscamingue)             |
| 55     | Conseil de la Première Nation Abitibiwinni | Pikogan (Abitibi-Témiscamingue)              |
| 65     | Eagle Village First Nation - Kipawa        | Témiscaming (Abitibi-Témiscamingue)          |
| 73     | Kitigan Zibi Anishinabeg                   | Maniwaki (Outaouais)                         |
| 67     | Long Point First Nation                    | Winneway (Abitibi-Témiscamingue)             |
| 63     | Nation anishnabe du Lac Simon              | Lac-Simon (Abitibi-Témiscamingue)            |

Bien qu'elles constituent des communautés algonquines, les Algonquins de Barriere Lake, la Première Nation des Algonquins de Pikwàkanagàn, la Première Nation de Timiskaming et la Première Nation de Wolf Lake ne font pas partie administrativement du conseil tribal.